# Betongtavlen
Betongtavlen er en norsk arkitekturpris, som gives til et bygningsværk i Norge, "hvor beton er anvendt på en miljømæssig, æstetisk og teknisk fremragende måde." Prisen uddeles af Norske arkitekters landsforbund (NAL) og Norsk Betongforening (NB) og tildeles efter indstilling af en komité bestående af to medlemmer udnævnt af NAL og tre udnævnt af NB.
Prisen blev uddelt første gang i 1961.

## Liste over prisvindere
Det følgende er en liste over modtagere af prisen, inklusive året hvor prisen blev givet, byggeriets type, arkitekterne og hvilke kommune den ligger i.
| Billede | År   | Struktur                                                          | Arkitekt                                                                                                  | Type                         | Lokation            |
| ------- | ---- | ----------------------------------------------------------------- | --- | ---------------------------- | ------------------- |
|         | 1961 | Bakkehaugen Kirke                                                 | Erling Viksjø                                                                                             | Kirke                        | Oslo                |
| —       | 1962 | Lagerbygning til biler                                            | Jarle Berg                                                                                                | Industrifacilitet            | Oslo                |
|         | 1963 | Tromsø Bro                                                        | Erling Viksjø                                                                                             | Bro                          | Tromsø              |
|         | 1964 | Asker rådhus                                                      | Lund & Slaatto                                                                                            | Kontorbygning                | Asker               |
|         | 1965 | Havnelageret                                                      | Bredo Henrik Berntsen                                                                                     | Kontorbygning                | Oslo                |
|         | 1965 | Indekshuset                                                       | John Engh                                                                                                 | Kontorbygning                | Oslo                |
| —       | 1966 | Vekterkvarteret                                                   | Peter Andreas Munch Mellbye                                                                               | Kontorbygning                | Moss                |
|         | 1976 | Romsås Station                                                    | Håkon Mjelva                                                                                              | Metro station                | Oslo                |
| —       | 1976 | Hedmark Museum                                                    | Sverre Fehn                                                                                               | Museum                       | Hamar               |
|         | 1976 | Zakarias Dæmningen                                                | — | Dæmning                      | Norddal             |
|         | 1976 | Condeep                                                           | — | Olieboreplatform             | Nordsøen            |
|         | 1977 | Det Norske Veritas Hovedkontor                                    | John Engh                                                                                                 | Kontorbygning                | Oslo                |
|         | 1978 | Grieghallen                                                       | Lund & Slaatto                                                                                            | Koncerthus                   | Bergen              |
|         | 1980 | Bryggens Museum                                                   | Øivind Maurseth                                                                                           | Museum                       | Bergen              |
|         | 1981 | Dragvoll (Norges teknisk-naturvidenskabelige universitet)         | Henning Larsen                                                                                            | Campus                       | Bergen              |
| —       | 1981 | Furuset Bros                                                      | F.R. Haugli                                                                                               | Bro                          | Oslo                |
|         | 1985 | Snarøya Kirke                                                     | Hille Melbye Arkitekter                                                                                   | Kirke                        | Bærum               |
|         | 1985 | Saltstraumen bro                                                  | Hindhamar Sundt Thomassen / Aas-Jakobsen                                                                  | Bro                          | Bodø                |
|         | 1985 | Royal Garden Hotel                                                | CFKL Arkitektgruppe                                                                                       | Hotel                        | Trondheim           |
|         | 1985 | Grønland Politistation                                            | Telje-Torp-Aasen                                                                                          | Politistation/ Kontorbygning | Grønland, Oslo      |
| —       | 1986 | Kaffehuset Friele                                                 | Jørgen Djuurhus / Erik Fersum                                                                             | Industribygning              | Bergen              |
|         | 1986 | Det Norske Teatret                                                | Arkitektkontoret 4B                                                                                       | Industribygning              | Oslo                |
|         | 1987 | Kreditkassen Hovedkontor                                          | Lund & Slaatto / Østbye-Kleven-Almaas-Wike                                                                | Kontorbygning                | Oslo                |
| —       | 1988 | Torgeir Norheims Hus                                              | Torgeir Norheim                                                                                           | Hus                          | Stavanger           |
|         | 1988 | Sølvberget                                                        | Lund & Slaatto                                                                                            | Kulturcenter                 | Stavanger           |
| —       | 1989 | St. Magnus Kirke                                                  | Lund & Slaatto                                                                                            | Kirke                        | Skedsmo             |
|         | 1989 | Førrevassdæmningen                                                | Chr. F. Grøner                                                                                            | Dæmning                      | Suldal / Hjelmeland |
| —       | 1991 | E18 Stavanger                                                     | Telje-Torp-Aasen / Østbye-Kleven-Almaas-Wike / Ovrums Arkitektkontor / Grindaker, Lunde, Orre og Fluksrud | Vej                          | Stavanger           |
| —       | 1991 | Elmholtveien 6                                                    | Narud-Stokke-Wiig                                                                                         | Hus                          | Oslo                |
|         | 1992 | Skarnsund Bro                                                     | Johannes Holt                                                                                             | Bro                          | Inderøy             |
|         | 1992 | Norsk bremuseum                                                   | Sverre Fehn                                                                                               | Museum                       | Sogndal             |
|         | 1993 | Lysgårdsbakken                                                    | ØKAW Arkitekter                                                                                           | Skihop                       | Lillehammer         |
| —       | 1994 | Engervannet Bro                                                   | Knutsen & Lundevall / Arne Henriksen / Aas-Jakobsen                                                       | Bro                          | Bærum               |
|         | 1995 | Troll A                                                           | Norwegian Contractors / Dr.techn.Olav Olsen / Grøner / Multiconsult                                       | Olieboreplatform             | Norsøen             |
|         | 1996 | Grenland Bro                                                      | Lund & Slaatto / Lunde & Løvseth / Hindhamar Sundt Thomassen                                              | Bro                          | Bamble / Porsgrunn  |
|         | 1997 | Oslo Lufthavn, Gardermoen kontroltårn                             | Aviaplan                                                                                                  | Kontroltårn                  | Ullensaker          |
| —       | 1998 | Rena Leir                                                         | LPO Arkitekter                                                                                            | Militærbase                  | Åmot                |
|         | 1999 | Hølendalen Bros                                                   | Lunde & Løvseth / Johannes Holt                                                                           | Bro                          | Vestby              |
|         | 2000 | Gløshaugen (NTNU)                                                 | Narud-Stokke-Wiig / Hus Sivilarkitekter                                                                   | Campus                       | Trondheim           |
|         | 2000 | Ivar Aasen-tunet                                                  | Sverre Fehn / Hus Sivilarkitekter                                                                         | Museum                       | Ørsta               |
|         | 2001 | Telenor Center                                                    | Pedersen/Ege Arkitekter / Einar Tønseth                                                                   | Kontorbygning                | Bergen              |
| —       | 2002 | Villa Berg Nåvik                                                  | Dahle/Dahle Arkitekter                                                                                    | Hus                          | Asker               |
|         | 2002 | Norges Varemesse                                                  | Arne Henriksen Arkitekter / Bystrup Architecture Design Engineering                                       | Exhibition center            | Skedsmo             |
| —       | 2003 | Villa Bakke                                                       | MMW arkitekter                                                                                            | Hus                          | Bærum               |
|         | 2004 | Vardåsen Kirke                                                    | Terje Grønmo                                                                                              | Kirke                        | Asker               |
|         | 2004 | Elgeseter Bro                                                     | Gudolf Blakstad / Herman Munthe-Kaas                                                                      | Bro                          | Trondheim           |
|         | 2006 | Svinesund Bro                                                     | Lund & Slaatto / Sundt og Thomassen / Aas-Jakobsen                                                        | Bro                          | Halden              |
|         | 2007 | Sohlbergplassen                                                   | Carl-Viggo Hølmebakk                                                                                      | Udsigtspunkt                 | Stor-Elvdal         |
|         | 2008 | Gyldendal Hovedkontor                                             | Sverre Fehn                                                                                               | Kontorbygning                | Oslo                |
|         | 2009 | Norsk arkitekturmsueum, Nasjonalmuseet                            | Sverre Fehn                                                                                               | Museum                       | Oslo                |
|         | 2010 | Lærernes Hus Hovedkontor                                          | Element Arkitekter                                                                                        | Kontorbygning                | Oslo                |
|         | 2011 | Bjørvika Tunnel                                                   | Statens vegvesen                                                                                          | Tunnel                       | Oslo                |
| —       | 2011 | Midtåsen Sculpture Park                                           | Lund Hagem Arkitekter                                                                                     | Museum                       | Sandefjord          |
| —       | 2012 | Trollstigen                                                       | Reiulf Ramstad Arkitekter                                                                                 | Besøgscenter og udsigtspunkt | Rauma               |
| —       | 2013 | Selvika rasteplass - Nasjonal turistveg Havøysund (Fylkesvei 889) | Reiulf Ramstad Arkitekter                                                                                 | Rasteplads                   | Havøysund           |
| —       | 2014 | Enebolig Holtet/Larsen                                            | Carl-Viggo Hølmebakk                                                                                      | Hus                          | Stange              |
|         | 2015 | Kimen kulturhus                                                   | Reiulf Ramstad Arkitekter AS, Lusparken arkitekter AS, JSTArkitekter AS                                   | Kulturhus                    | Stjørdal            |
| —       | 2015 | Gulli bru                                                         | Statens vegvesen                                                                                          | Bro                          | Sør-Odal            |
| —       | 2016 | Utsikten på Gaularfjellet - Nasjonal turistveg Gaularfjellet      | Code:arkitektur                                                                                           | Udsigtspunkt                 | Gaularfjellet       |
| —       | 2017 | Holmestrand stasjon                                               | Gottlieb Paludan Architects                                                                               | Station                      | Gaularfjellet       |
| —       | 2018 | Bukkekjerka — Nasjonal turistveg                                  | Morfeus arkitekter                                                                                        | Rasteplads                   | Andøya              |